# Archives d’Études Orientales
Archives d’Études Orientales ist eine schwedische ethnologische Buchreihe, die in Uppsala bei Appelberg und teils in Leipzig bei Harrassowitz und bei anderen Verlagen erschien. Die monografische Reihe erschien seit 1910 bis Mitte der 1930er Jahre. Verschiedene Fachgelehrte haben an ihr mitgewirkt, darunter Bernhard Karlgren (Études sur la phonologie chinoise), Tor Andrae (Muhammed), Arthur Christensen und insbesondere Gerhard Lindblom (darunter seine ethnologische Monographie über die Akamba in Britisch-Ostafrika). Die meisten Bände sind inzwischen gemeinfrei und liegen als Digitalisate vor. Die folgende Übersicht erhebt keinen Anspruch auf Vollständigkeit.

## Bände
- 1. Études phonologiques sur le dialecte arabe vulgaire de Beyrouth / Emanuel Mattsson. - 2. éd. - Upsal : Appelberg [u. a.], 1911 Digitalisat
- 2. Études sur le culte d'Ichtar / Nils Nilsson. 1910
- 3. Sur la formation du gén. plur. en Serbe / Anton Karlgren. 1911
- 4. Les débuts de la cartographie du Japon / Erik Wilhelm Dahlgren. 1911
- 5.1. Traditions de Tsazzega et Hazzega / 1, Textes tigrigna / Johannes Axel Kolmodin. 1912 Digitalisat
- 5.2. Traditions de Tsazzega et Hazzega / 2, Traduction française / Johannes Axel Kolmodin. 1915
- 5.3. Traditions de Tsazzega et Hazzega / 3, Annales et documents / Johannes Axel Kolmodin. 1914
- 6. Die Desiderativbildungen der indoiranischen Sprachen / Jarl Charpentier. 1912 Digitalisat
- 7. Intonation und Auslaut im Slavischen / Sigurd Agrell. 1913
- 8. La Suède et l'Orient : études archéologiques sur les relations de la Suède et de l'Orient pendant l'âge des Vikings / Ture Algot Johnsson Arne. 1914
- 9. Outlines of a Tharaka grammar : with a list of words and specimens of the language / Gerhard Lindblom. 1914
- 10. Notes on Kamba Grammar / / Gerhard Lindblom.  1926 [App. 1] Kamba names of persons, places, animals and plants / [App. 2] Kamba names of salutations
- 11. Rus- et Varȩg- dans les noms de lieux de la région de Novgorod / Richard Ekblom. 1915
- 12. Наблюденія надъ Колебаніемъ Ударенія въ русскомъ глаголѣ : фонетическо-семасіологическое изслѣованіе / Sigurd Agrel. 1917
- 13. A Mandarin phonetic reader in the Peking dialect : with an introductory essay on the pronunciation / Klas Bernhard Johannes Karlgren. 1918
- 14.1. Les types du premier homme et du premier roi dans l'histoire légendaire des Iraniens. Recherches sur l'histoire legendaire des Iraniens. 1 Gajōmard, Masjaγ et Masjānaγ, Hōšang et Taymōruw / Arthur Christensen. 1917 Digitalisat
- 14.2. Les types du premier homme et du premier roi dans l'histoire légendaire des Iraniens. Recherches sur l'histoire legendaire des Iraniens. 2 Jim / Arthur Christensen. - 1934
- 15.1-4. Études sur la phonologie chinoise / Bernhard Karlgren. 1915–26 Digitalisat
- 16. Die Person Muhammeds in Lehre und Glauben seiner Gemeinde / Tor Andrae. 1918 Digitalisat
- 17. The Akamba in British East Africa : an ethnological monograph / Gerhard Lindblom. - 2. ed., enl. 1920 Digitalisat
- 18. The Uttarādhyayanasūtra being the first Mūlasūtra of the Śvetāmbara Jains / Jarl Charpentier. 1922
- 19. Manuel phonétique de la langue lituanienne / Richard Ekblom. -1922
- 20.1. Kamba folklore / 1 / Tales of animals : with linguistic, ethnographical, and comparative notes / Gerhard Lindblom. 1928
- 20.2. Kamba folklore / 2 / Tales of supernatural beings and adventures / Gerhard Lindblom. 1935
- 20.3. Kamba folklore / 3 / Riddles, proverbs and songs / Gerhard Lindblom. - 2. ed. - 1934